# Rem Koolhaas

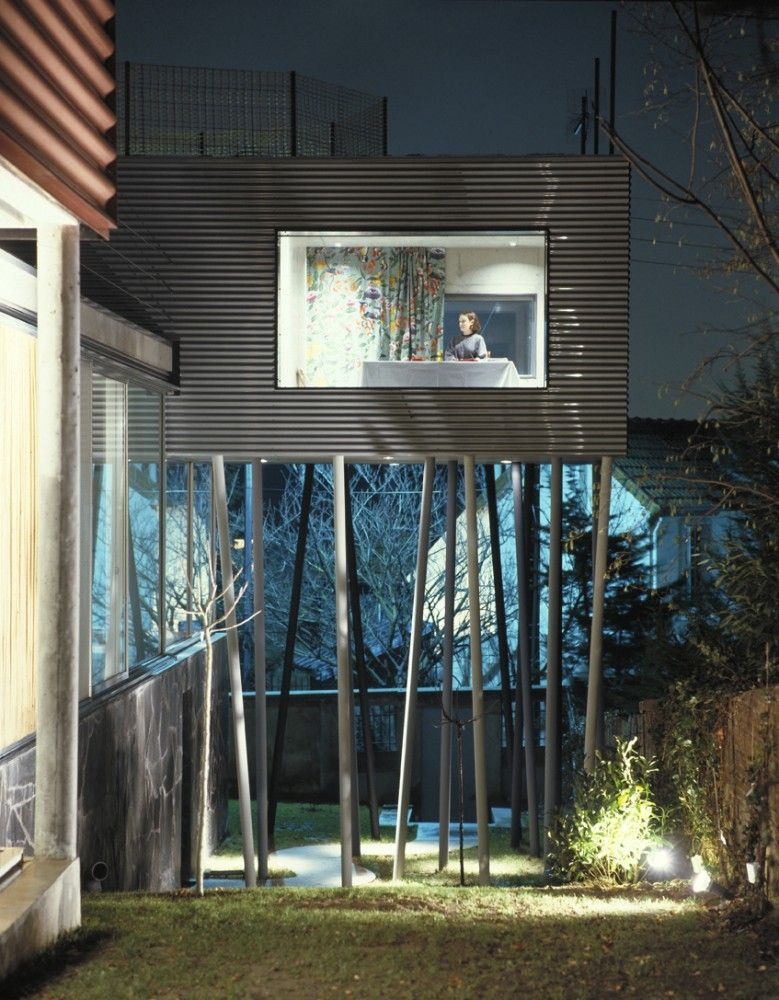
Villa dall’Ava, Saint-Cloud, Francja, 1991. Dom jednorodzinny na słupach (fr. pilotis), z ogrodem i basenem na dachu płaskim i z widokiem na wieżę Eiffla, inspirowany Willą Savoye Le Corbusiera (1931).

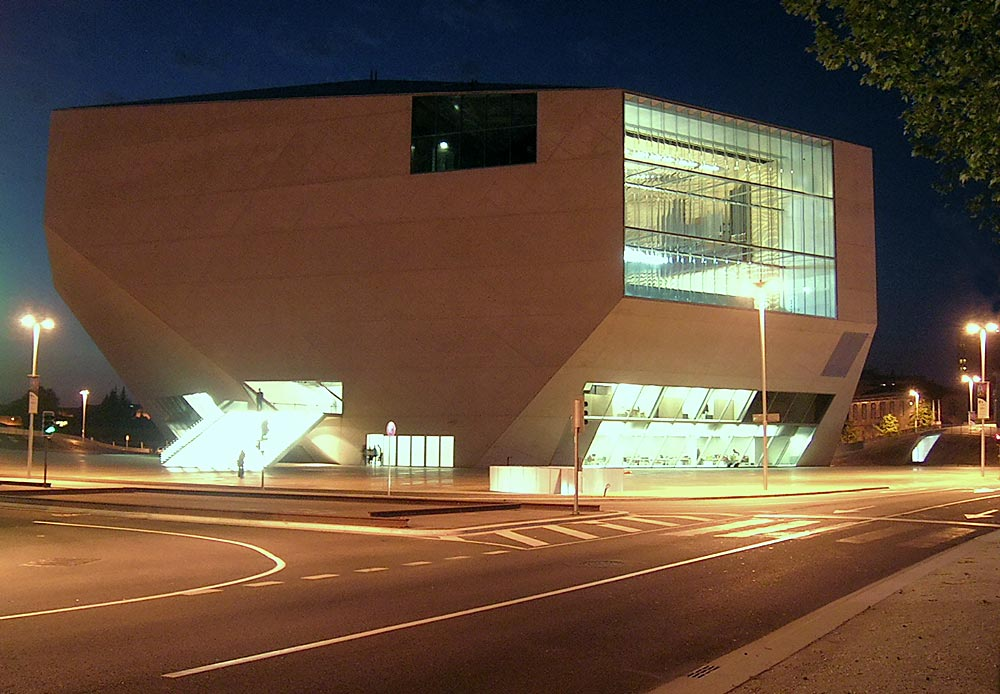
Casa da Música jest główną salą koncertową miasta Porto

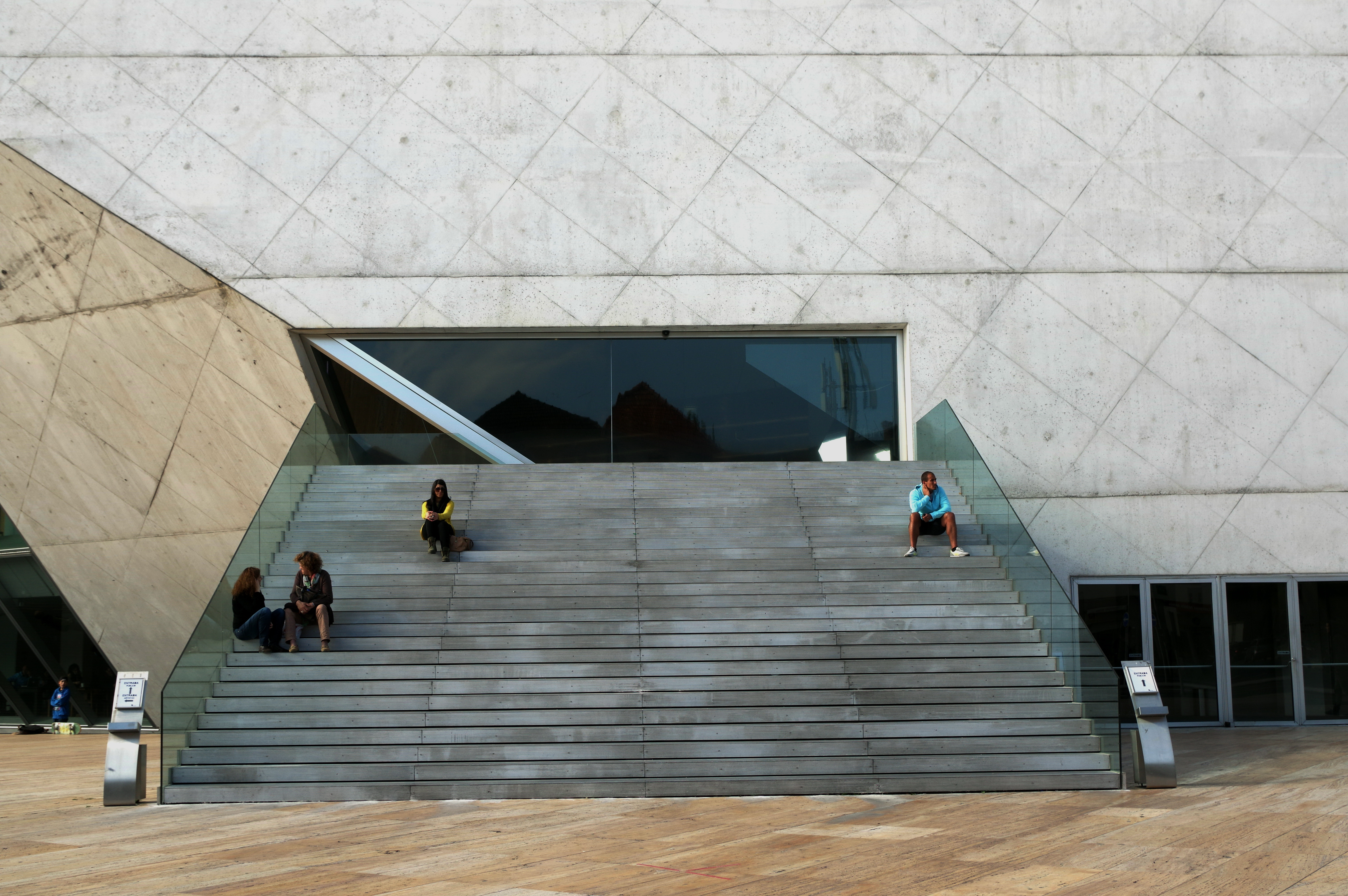
Drzwi automatyczne

Rem Koolhaas (ur. 17 listopada 1944 w Rotterdamie) – holenderski architekt i publicysta, laureat Nagrody Pritzkera (2000) i Nagrody Miesa van der Rohe (2005).
Koolhaas, syn pisarza i krytyka filmowego Antona Koolhaasa, spędził część dzieciństwa w Indonezji. Po powrocie do Holandii pracował jako autor scenariuszy i dziennikarz.
W latach 1968–1972 studiował na Architectural Association School of Architecture w Londynie. Zasłynął wpierw swoimi publikacjami, realizować swoje pomysły zaczął stosunkowo późno. Od 1975 prowadzi biuro OMA (Office for Metropolitan Architecture) w Rotterdamie. Jest jednym z najbardziej wpływowych architektów współczesnych, zarówno poprzez swoją architekturę, jak przede wszystkim poprzez głoszone teorie. W końcu lat 80. XX w. Koolhaas był zaliczany do głównych przedstawicieli dekonstruktywizmu. Eklektyczny i różnorodny styl Koolhaasa nawiązuje dziś często do dzieł wielkich modernistów, lecz traktuje je przewrotnie, jako element gry formalnej. Jego budynki najczęściej posiadają rygorystyczny, lecz bardzo daleki od banału schemat funkcjonalny, na przykład poszczególne funkcje piętrzone są wieżowo.
Koolhaas jest profesorem na Uniwersytecie Harvarda.

## Dzieła

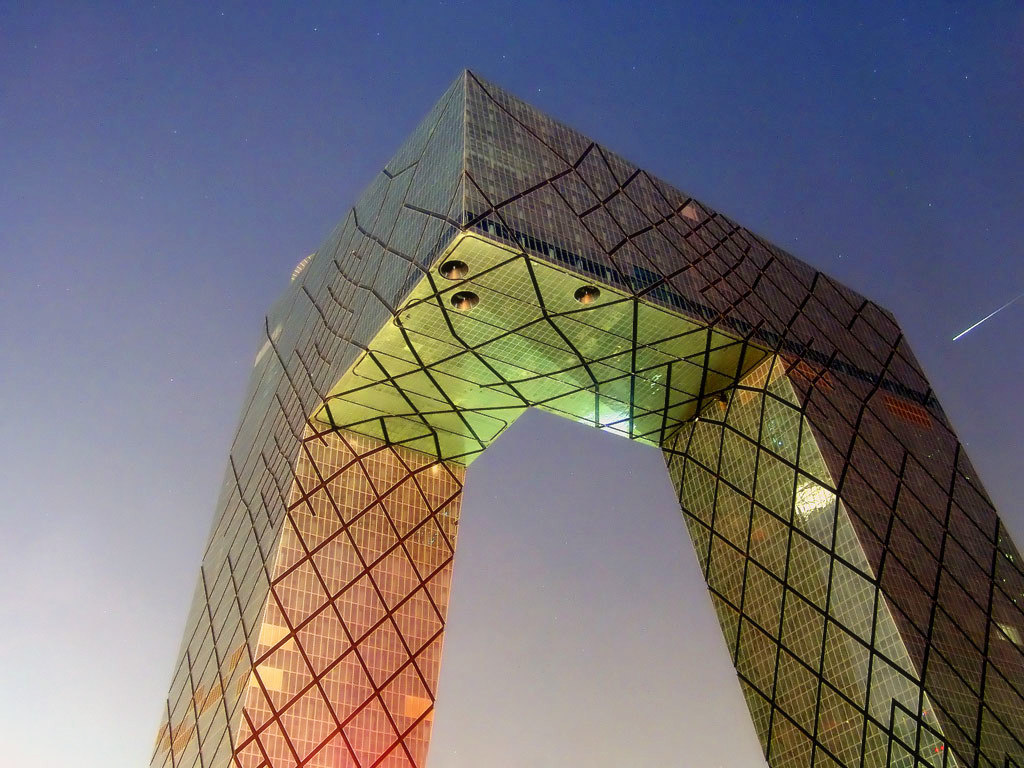
Wieżowiec CCTV w Pekinie.

- Nederlands Danstheather (Holenderski Teatr Tańca), Haga, 1980–1987
- Budynek przy Checkpoint Charlie w Berlinie, 1988
- Centrum kongresowe Grand Palais w Lille, Francja, 1988
- Projekt ZKM w Karlsruhe, 1989 (niezrealizowany)
- Przystanek autobusowy w Groningen, 1990
- Villa dall’Ava, Saint-Cloud, Francja, 1991
- Kunsthal w Rotterdamie, 1992
- Educatorium, w Utrechcie 1993–1997
- Sala koncertowa Casa da Música (Dom Muzyki) w Porto, 2001
- Ambasada Holandii w Berlinie, 2002
- Muzeum Guggenheima w Las Vegas
- Wnętrze sklepu Prady, w Nowym Jorku
- Propozycja nowej flagi Unii Europejskiej, 2001
- Biblioteka w Seattle, 2004
- Nowa siedziba Centralnej Telewizji Chińskiej (CCTV) w Pekinie, 2004–2008
- Kompleks wielofunkcyjny De Rotterdam na Kop van Zuid w Rotterdamie, realizacja 2009
- Muzeum sztuki nowoczesnej Garaż, w Moskwie, 2015

Propozycja nowej flagi Europy (2001)

## Nagrody
- 2000 Nagroda Pritzkera
- 2005 Nagroda Miesa van der Rohe

## Publikacje
- Deliryczny Nowy Jork. Retroaktywny manifest dla Manhattanu, 1978
- S,M,L,XL, 1995 (z Bruce’em Mau)
- Content, 2003